# 白癜风

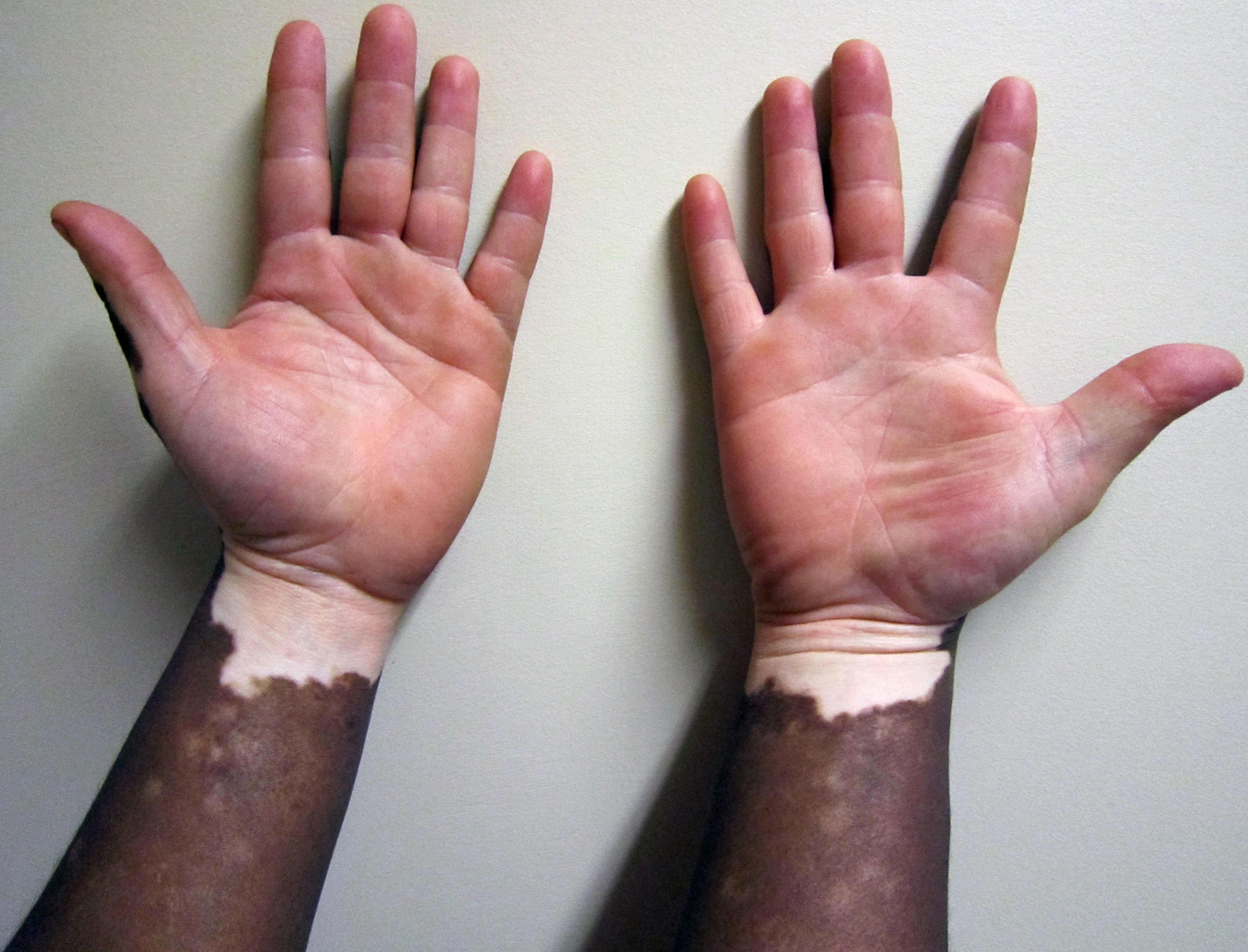
一位黑人白癜风患者的手部

白癜風（英語：Vitiligo），亦稱白斑、白蝕、白斑症、白蝕症，是一種慢性的皮膚病變，特徵是皮膚部份部位因為色素脫失而出現斑痕。斑痕多半是白色的，而且有不規則的邊緣。該部位的皮膚也會變成白色，口鼻的內部也會受到影響，多半身體的二側都會出現，若是深色皮膚的人，會格外明顯。白癜風會造成病患的心理壓力，而且會被污名化。
白癜風的確實發病原因不明，據信應是由例如自體免疫性疾病等環境因素引發了基因的易感性，並因此導致皮下色素細胞受損。危險因子包含家族有罹患此症或是其他自體免疫性疾病如甲狀腺功能亢進症、圓禿或是惡性貧血的病史。此症不具傳染性，並可分類為2種主要型態：節段性與非節段性。大部分的病歷屬於非節段性，即白斑會出現在身體的二側，而且受影響的皮膚範圍通常會隨著時間而擴大。另約有10%的病歷屬於節段性，即白斑大多僅出現在身體的某側，而且受影響的皮膚範圍通常並不會隨著時間而擴大。藉由活體組織檢查可以確定是否罹患此症。
目前，白癜風無法治癒。對於臉上出現白斑的患者，一般會建議配戴太陽眼鏡及化妝；其他治療選項包括塗抹類固醇藥膏、對出現白斑的部位加以光照使其變黑，或是反過來利用對苯二酚等藥物來嘗試讓未出現白斑的部分變白。如果上開方式均無法改善症狀，也有數種手術方式可供選擇。一般而言，同時以多種方式治療會得到比較好的效果，接受提供情感支持的諮商對病患也會有所幫助。
白癜風約影響了全球1%的人口，但某些族群的罹病率較高，約2-3%。男女的罹病機率相同。大約有半數的病患會在20歲前出現病徵，而絕大多數會在40歲以前發病。此症早在遠古時期的歷史文件中就有記載。

## 症状
本病男女均可发生，从初生婴儿到年迈老人皆可发病。15—30岁为发病高峰。
一半左右的病人在20岁以前出现症状。患者由于皮肤的色素细胞减少或失去活性，褪色区域开始出现于肢端皮肤。患处一般呈左右对称分布，面积随着时间可能扩大或者不变，部分患处还可能重新着色。位于头皮部或其他体毛着生区域的患处还可能导致毛发褪色。
皮损表现为局部色素脱失斑。呈乳白色，大小不一，从1—2厘米到几十厘米不等。形状不定，一般为圆形、椭圆形，也有不整形、地图形或呈网眼状，表面光滑，无鳞片，从单个皮损到多发白斑，全身任何部位均可发生，患处毛发即可变白，对紫外线照射较正常皮肤敏感，炎夏时，稍晒即发红。
初发时多为色素减退斑，一片或几片，色素未完全消失，故可与正常皮肤分界不清，也有开始发病时为点状色素减退斑。皮损逐渐发展扩大，色素完全脱失，可互相融合，与正常皮肤分界渐渐清楚。皮损发展和静止常交替进行，部分病人有明显季节性，一般春末夏初时明显加重，冬季静止或减轻，有的病人皮损可较长时间局现于某些部位，而有些病人发展迅速，很快及全身。
大多数病人无任何自觉不适感，极少数病人初发时局部可有轻度瘙痒不适感，病情发展扩大后，不再出现症状。

## 治疗
因为白癜风的病因尚不明瞭，目前没有根治的手段。单纯改善外观可以用化妆品掩饰白斑，其他治疗方法有类固醇激素、紫外线照射、手术等，用窄波段的紫外线-B照射可以使白斑的边界不那么明显。目前最有希望和成功率最高的治疗手段是自表皮移植，利用吸泡或组织工程等医学手段，在患处植入黑色素细胞，使得肤色逐渐正常，从而达到治疗效果。

## 病因
白癜风患者病因并不能确定，但是有很多的因素影响白癜风患者，比如说环境因素，工业污染，农业污染，还有很多个人的问题，遗传，精神压力大，内分泌与免疫系统失调，还有饮食上的不注意，厌食、偏食等。
约半数以上病人发病时可找到某种诱因。最多见的为精神因素和局部损伤因素。精神因素包括精神创伤，工作极度紧张，情绪波动等。局部因素则包括皮肤外伤或湿疹、皮炎等炎症性皮肤病。其它诱因为日晒（特别是暴晒）、系统疾病、手术等。

## 著名病人
- 冯小刚
- 喬·漢姆
- 迈克尔·杰克逊
- 拉托亞·傑克森
- 溫妮·哈洛
- 薩米·索薩
- 曾綺婷
- 李中寧